# Michael Avallone
Michael Angelo Avallone Jr. (geboren am 27. Oktober 1924 in New York City; gestorben am 26. Februar 1999 in Los Angeles) war ein US-amerikanischer Schriftsteller. Er verfasste unter zahlreichen Pseudonymen eine große Zahl von weniger anspruchsvollen Romanen, darunter viele Romanfassungen. Er sah sich selbst als King of Pulp („König des Taschenbuchs“) und Fastest Typewriter in the East („schnellste Schreibmaschine im Osten“).

## Leben
Avallone war Kind einer katholischen Familie in der Lower East Side mit 16 Geschwistern. Der Vater war Steinmetz und Bildhauer. Er wuchs in der Bronx auf und besuchte die Theodore Roosevelt High, bevor er 1943 mit 19 Jahren zur US Army ging. Er diente vorwiegend in Europa, erreichte den Rang eines Sergeant und wurde mit dem Battle Star ausgezeichnet. Bis 1946 war er mit den amerikanischen Besatzungstruppen in Deutschland. In den späten 1940er Jahren arbeitete er als Schreibwarenverkäufer. Seine Karriere als Schriftsteller begann 1951, als es ihm gelang, eine erste Kurzgeschichte an ein Sportmagazin zu verkaufen.
1953 veröffentlichte er den ersten Paperback-Roman, mit dem eine lange Reihe von Werken aus den unterschiedlichsten Genres begann. Wenn es auch nicht als literarisches Verdienst gilt, so war aus der Sicht von Verlegern und Herausgebern Avallones Schnelligkeit und Verlässlichkeit unbedingt eine Tugend und sicher mit Basis seines dauerhaften Erfolgs in der Branche. Einmal soll er einen Roman in 1½ Tagen geschrieben haben. Diese Eigenschaften gelten aufgrund des meist engen Zeitrahmens besonders bei Erstellen von Romanfassungen von Kinofilmen als unabdingbar, weshalb Avallone für mehrere Filme die Romanadaption schrieb.
Darüber hinaus verfasste er mehrere Fernsehserien-Adaptionen, darunter auch seinen vermutlich größten Erfolg The Man from U.N.C.L.E.: The Thousand Coffins Affair. Aber auch zur biographischen Miniserie A Woman Called Golda (1982) über die ehemalige israelische Premierministerin Golda Meir verfasste er im gleichen Jahr eine Buchfassung.
1949 hatte er Lucille Asero geheiratet und mit ihr einen Sohn. Nach der Scheidung dieser Ehe heiratete er 1960 Frances Weinstein, mit der er einen Sohn und eine Tochter hatte. 1995 war er nach Kalifornien gezogen und seitdem The Fastest Typewriter in the West, obwohl die Zeit seiner literarischen Produktivität mit den 1980er Jahren und einem letzten Ed Noon-Roman endete.

## Werk
Von 1953 bis 1988 verfasste Avallone insgesamt über 200 Romane – er selbst behauptete, über 1000 Bücher geschrieben zu haben –, davon mindestens 60 unter seinem eigenen Namen, darunter mehrere Romanserien, deren bekannteste die mit dem abgebrühten, sarkastischen New Yorker Privatdetektiv Ed Noon ist (sein Debütroman The Tall Dolores von 1953 gehört in diese Reihe), weitere Serienhelden sind April Dancer und Satan Sleuth. Als Edwina Noone verfasste er ein Dutzend Gothic Novels und als Dorothea Nile und Jean-Anne de Pre weitere im gleichen Genre. Als Troy Conway verfasste er mindestens 20 erotische Romane mit dem lüsternen Superspion Rod Damon und als Stuart Jason neun Abenteuerromane mit dem Serienhelden The Butcher. Weitere Pseudonyme waren Nick Carter (mit dem gleichnamigen Serienhelden) und Vance Stanton.
Zu den von ihm adaptierten Fernsehserien zählen The Partridge Family (8 Romane), The Man from U.N.C.L.E. (3 Romane), Hawaii Fünf-Null (2 Romane) und Mannix.

## Rezeption
Avallone wurde in die New Jersey Literary Hall of Fame aufgenommen. Von 1961 bis 1971 war er aktives Mitglied der Mystery Writers of America, war dort in der Jury und Herausgeber des Newsletters. 
1989 war sein Roman High Noon at Midnight in der Kategorie Best Paperback Original des Anthony Award nominiert.
Bei den Literaturkritikern fand er insgesamt keine Wertschätzung. Sein Nachruf im Independent wurde mit dem Vorwurf eingeleitet, wenige Autoren in diesem Jahrhundert hätten der englischen Sprache mehr Schaden zugefügt als Michael Avallone, und begründete dieses Verdikt mit Beispielen fatal missglückter Metaphern aus Avallones Büchern. Beispiele:
- „The next day dawned bright and clear on my empty stomach.“
- „The door chimes were still whirling Beethoven in his grave when I rushed to meet him.“
- „I didn't know it then but a real big key to a door I didn't even know existed was staring me in the face.“
- „My bewilderment took on a couple of new glands.“
- „Her gasp almost blew the door down.“
- „Her hips were beautifully arched and her breasts were like proud flags waving triumphantly.“
- „She … unearthed one of her fantastic breasts from the folds of her sheath skirt.“
- „The whites of his eyes came up in their sockets like moons over an oasis lined with palm trees.“
- „The footsteps didn't walk right in. They stopped outside the door and knocked.“

Auch wenn von der hochliterarischen Warte aus Avallone ein nichtswürdiger Schnellschreiberling war, so hatten einige seiner Bücher einen über die literarische Tagesproduktion hinausreichenden Erfolg. So wurde seine Adaption The Man from U.N.C.L.E.: The Thousand Coffins Affair immerhin in acht Sprachen übersetzt, darunter als Tausend Särge sind zuviel auch ins Deutsche, mit einer Gesamtauflage von 2 Millionen.

## Bibliographie (Auswahl)

### Serien und Zyklen
U.N.C.L.E. – The Man from UNCLE
- 1 The Man from U.N.C.L.E. (1965)
  - Deutsch: Tausend Särge sind zuviel. Heyne Krimi #1260, 1967.

U.N.C.L.E. – The Girl From UNCLE
- 1 The Birds-of-a-Feather Affair (1966)
- 2 The Blazing Affair (1966)

The Coxeman (als Troy Conway)
- 4 The Wham! Bam! Thank You, Ma’am Affair (1968)
- 5 It’s Getting Harder All the Time (1968)
- 7 Last Licks (1968)
- 8 Keep It Up, Rod! (1968)
- 10 The Best Laid Plans (1969)
- 12 Had Any Lately? (1969)
- 13 Whatever Goes Up (1969)
- 17 The Big Broad Jump (1968)
- 18 The Sex Machine (1970)
- 19 The Blow-Your-Mind Job (1970)
- 20 The Cunning Linguist (1970)
- 25 It’s Not How Long You Make It (1970)
- 26 Son of a Witch (1971)
- 28 A Stiff Proposition (1971)
- 31 The Cockeyed Cuties (1972)
- 34 A Hard Man is Good to Find (1973)

Craghold (als Edwina Noone)
- 1 The Craghold Legacy (1971)
- 2 The Craghold Curse (1972)
- 3 The Craghold Creatures (1972)
- 4 The Craghold Crypt (1973)

Satan Sleuth
- 1 Fallen Angel (1974)
- 2 The Werewolf Walks Tonight (1974)
- 3 Devil, Devil (1975)

### Romane
- The Tall Dolores (1953)
- The Night Walker (1964, als Sidney Stuart; Adaption des Drehbuchs von Robert Bloch zum gleichnamigen Film)
- The Man from Avon (1967)
- The Coffin Things (1968)
- The Vampire Cameo (1968, als Dorothea Nile)
- Missing! (1969)
- Beneath the Planet of the Apes (1970)
  - Deutsch: Rückkehr zum Planet der Affen. Übersetzt von Walter Brumm. Heyne SF & F #3225, 1970.
- One More Time (1970; Filmadaption)
- The Beast with the Red Hands (1973, als Sidney Stuart)
  - Deutsch: Die Bestie mit den roten Händen. Übersetzt von Werner Maibohm. Pabel (Dämonenkiller Taschenbuch #25), 1977.
- Friday the 13th Part III: 3-D (1982; Romanfassung von Friday the 13th Part III: 3-D)
- A Woman Called Golda (1982)
- High Noon at Midnight (1988)
- K-9 and His Bowser Aces (1990, Kurzroman)
- Wild & Wooly Mammoth Detective (Kurzroman)

### Sammlungen
- Boris Karloff Presents Tales of the Frightened (1963; von Avallone verfasst, Radiofassung von Boris Karloff gesprochen)
- Where Monsters Walk: Terror Tales for People Afraid of the Dark and the Unknown (1978)

### Anthologie
- Edwina Noone's Gothic Sampler (1966, als Edwina Noone)

### Kurzgeschichten
- The Man Who Walked on Air (in: Weird Tales, September 1953)
  - Deutsch: Der Mann, der auf Luft gehen konnte. In: Josh Pachter (Hrsg.): Top Fantasy. Heyne Science Fiction & Fantasy #4353, 1987, ISBN 3-453-00433-7.
- The Curse of Cleopatra (in: Tales of the Frightened, Spring 1957)
- The Man Who Thought He Was Poe (in: Tales of the Frightened, August 1957)
- Sweet Violets (1962)
  - Deutsch: Veilchen. In: Josh Pachter (Hrsg.): Top Horror. Heyne Die unheimlichen Bücher #20, 1984, ISBN 3-453-44074-9. Auch als: Entzückende Veilchen. In: Christian Dörge (Hrsg.): Der silberne Spiegel. Apex, 2018, ISBN 978-3-7467-7457-2.
- Just Inside the Cemetery (1963, in: Michael Avallone: Boris Karloff Presents Tales of the Frightened)
  - Deutsch: Auf dem Friedhof. In: Werner Star (Hrsg.): Luther’s Grusel Magazin 11. Luther Grusel-Magazin #11, 1973.
- The Man in the Raincoat (1963, in: Michael Avallone: Boris Karloff Presents Tales of the Frightened)
  - Deutsch: Der Mann im Regenmantel. In: Werner Star (Hrsg.): Luther’s Grusel Magazin 17. Luther Grusel-Magazin #17, 1976.
- Some Things Shouldn’t be Seen (1963, in: Michael Avallone: Boris Karloff Presents Tales of the Frightened)
  - Deutsch: Manches darf man nicht sehen. In: Werner Star (Hrsg.): Luther’s Grusel Magazin 7. Luther Grusel-Magazin #7, 1972.
- Voice from the Grave (1963, in: Michael Avallone: Boris Karloff Presents Tales of the Frightened)
  - Deutsch: Stimme aus dem Grab. In: Werner Star (Hrsg.): Luther’s Grusel Magazin 10. Luther Grusel-Magazin #10, 1973.
- The Barking Dog: the Story of Pedro and Tony (1963)
  - Deutsch: Der bellende Hund. In: Werner Star (Hrsg.): Luther’s Grusel Magazin 16. Luther Grusel-Magazin #16, 1975.
- Beware the Bird: the Story of Monah Trent (1963)
  - Deutsch: Hüte dich vor dem Vogel. In: Werner Star (Hrsg.): Luther’s Grusel Magazin 12. Luther Grusel-Magazin #12, 1973.
- Children of the Devil (1963)
  - Deutsch: Kinder des Teufels. In: Werner Star (Hrsg.): Luther’s Grusel Magazin 9. Luther Grusel-Magazin #9, 1973.
- The Deadly Dress: Story of Dolores Martinez (1963)
  - Deutsch: Das tödliche Kleid. In: Werner Star (Hrsg.): Luther’s Grusel Magazin 14. Luther Grusel-Magazin #14, 1974.
- The Fortune-Teller (1963)
  - Deutsch: Die Wahrsagerin. In: Werner Star (Hrsg.): Luther’s Grusel Magazin 13. Luther Grusel-Magazin #13, 1974.
- The Hand of Fate: the Story of Vashtu Singh (1963)
  - Deutsch: Die Hand des Schicksals. In: Werner Star (Hrsg.): Luther’s Grusel Magazin 6. Luther Grusel-Magazin #6, 1972.
- The Ladder: the Story of Gaspard and Francois (1963)
  - Deutsch: Die Leiter. In: Werner Star (Hrsg.): Luther’s Grusel Magazin 15. Luther Grusel-Magazin #15, 1975.
- Never Kick a Black Cat: the Story of Felix Darnell (1963)
  - Deutsch: Tritt nie eine schwarze Katze. In: Werner Star (Hrsg.): Luther’s Grusel Magazin 5. Luther Grusel-Magazin #5, 1972.
- Say Goodnight to Mr. Sporko (1963)
  - Deutsch: Sag’ Mr. Sporko gute Nacht! In: Werner Star (Hrsg.): Luther’s Grusel Magazin 8. Luther Grusel-Magazin #8, 1972.
- Theda Is Dead: the Story of Carlos Luga (1963)
  - Deutsch: Theda ist tot. In: Werner Star (Hrsg.): Luther’s Grusel Magazin 18. Luther Grusel-Magazin #18, 1976.
- The Bedroom Bandit (1966, in: Michael Avallone (als Edwina Noone) (Hrsg.): Edwina Noone’s Gothic Sampler)
- The Midnight Sadist (1966, in: Michael Avallone (als Edwina Noone) (Hrsg.): Edwina Noone’s Gothic Sampler)
- Every Litter Bit Hurts (1975, in: Arthur Liebman (als Dr. Arthur Liebman) (Hrsg.): Quickie Thrillers: 25 Mini-Mysteries)
- The Painting at the Wrights (1981, in: Weirdbook 15)
- K-9 and His Bowser Aces (1990)